# اف‌جی-۷۱۴۲
اف‌جی-۷۱۴۲ (به انگلیسی: FG-7142) با فرمول شیمیایی C۱۳H۱۱N۳O یک ترکیب شیمیایی با شناسه پاب‌کم ۴۳۷۵ است. که جرم مولی آن ۲۲۵٫۲۴۵۹۴ g/mol می‌باشد. 